# Nathalie Dechy
Pour les articles homonymes, voir Dechy (homonymie).
Nathalie Dechy, née le 21 février 1979 aux Abymes (Guadeloupe), est une joueuse de tennis française, professionnelle de 1994 à 2009.
Comptant l'essentiel de sa carrière parmi les vingt à cinquante meilleures mondiales sur le circuit WTA, elle s'est hissée au 11e rang en janvier 2006. Demi-finaliste en simple aux Internationaux d'Australie en 2005, elle a décroché trois titres du Grand Chelem : deux fois de suite l'US Open en double dames (2006 et 2007) et Roland-Garros en double mixte (2007).
Régulièrement sélectionnée au sein de l'équipe de France de Fed Cup, Nathalie Dechy a disputé la finale de la compétition en 2004.
De mai 1996 jusqu'à l'annonce de sa retraite sportive en juillet 2009, elle a participé avec des succès divers, à la totalité des tournois du Grand Chelem sans exception, soit 54 éditions consécutives. Cette performance la place en cinquième position parmi les joueuses les plus assidues de l'ère open ex æquo avec Elena Likhovtseva, derrière Alizé Cornet (65), Ai Sugiyama (62) et Francesca Schiavone (61).
Elle fait partie de la fameuse « génération 1979 » qui a fourni cinq joueuses tricolores dans le top 40 mondial avec Mauresmo, Sidot, Brémond et Loit.
Nathalie Dechy a aussi pris part au programme Bien Manger, C'est Bien Joué!, programme lancé en 2005 par la Fondation du Sport. Elle a participé à la réalisation de vidéos adressées aux jeunes sportifs pour leur apprendre les bases d'une alimentation adaptée à l'effort physique. Ce programme de la Fondation du Sport sensibilise également les enfants à l'importance de l'activité physique.
Après avoir suivi une formation à l’ESSEC et obtenu son diplôme, elle devient consultante tennis pour Orange Sport en compagnie de Sandrine Testud. En septembre 2011, elle rejoint le comité de pilotage du tournoi de Roland-Garros avec Guy Forget.
Parrainée par GdF SUEZ depuis 1997, Nathalie poursuit sa collaboration avec le Groupe en tant qu’ambassadrice tennis. Elle intervient lors de diverses opérations telles que « Le Tennis c’est facile », « l’Opération Grandes Sœurs », au cours desquelles elle partage son expérience de joueuse professionnelle et offre de précieux conseils à de jeunes joueuses débutantes ou confirmées. Nathalie participe également à des colloques, tables rondes ou échanges de balles avec des enfants d’associations sur les tournois régionaux parrainés par GdF SUEZ.
Mariée à Antoine Maître-Devallon depuis septembre 2004, elle annonce, le 21 juillet 2009, qu'elle met un terme à sa carrière sportive pour mettre au monde un enfant. Son fils, Lucas, nait le 25 janvier 2010. En mars 2012, elle donne naissance à son deuxième fils, Éliott puis un troisième garçon naît en 2015.
Depuis 2015, Nathalie Dechy est directrice du tournoi de tennis de Biarritz, tournoi de tennis féminin organisé chaque année par l'agence Quarterback au Biarritz Olympique Tennis. Ce tournoi fait partie de la catégorie ITF (International Tennis Federation) et possède 80.000$ de Prize Money.
Depuis le 1er janvier 2017, elle est membre du conseil d'administration de l'Olympique lyonnais.

## Carrière tennistique
Née en Guadeloupe dans une famille passionnée de tennis, fille de l'enseignant et espérantiste Michel Dechy (eo), Nathalie Dechy commence sa carrière professionnelle en 1994 et connaît une progression constante. Quoique rarement victorieuse, elle devient, à partir de la fin des années 1990, l'une des joueuses les plus régulières du circuit WTA.
Deux fois finaliste en 2000, à Memphis et Estoril, elle remporte le tournoi de Gold Coast en 2002, l'unique succès en simple de sa carrière.
Elle vit sa plus grande saison en 2005. En jouant son meilleur tennis, elle atteint d'abord les demi-finales de l'Open d'Australie où elle s'incline de peu face à la numéro un mondiale Lindsay Davenport. Elle est ensuite quart de finaliste à Indian Wells. Moins à l'aise sur terre battue, elle joue néanmoins le dernier carré des Internationaux de Strasbourg et est éliminée au troisième tour à Roland-Garros. Elle se rattrape sur le gazon d'Eastbourne (quart de finale) et de Wimbledon (quatrième tour). À l'US Open, elle accède aussi aux huitièmes de finale. Elle est ensuite demi-finaliste au tournoi de Luxembourg. À l'Open de Zurich, elle bat Svetlana Kuznetsova au premier tour, à l'issue d'une bataille de trois heures, en ayant sauvé six balles de match. Elle conclut l'année par une demi-finale à Québec, au pied du top 10.
Si 2006 la voit débuter au 11e rang mondial, les mois suivants s'avèrent décevants pour Nathalie Dechy qui perd d'entrée à l'Open d'Australie, Wimbledon et l'US Open, et en seizièmes à Roland-Garros. C'est en double dames qu'elle réalise un coup d'éclat, en gagnant l'US Open aux côtés de Vera Zvonareva.
Elle concède également en 2007 les mêmes défaites au premier tour en Australie, à Wimbledon et à l'US Open. À Roland-Garros, elle s'incline dès le deuxième tour face à sa compatriote Amélie Mauresmo, mais remporte quelques jours plus tard l'épreuve de double mixte avec l'Israélien Andy Ram. En septembre, elle conserve son titre à Flushing Meadows en double dames, cette fois associée à Dinara Safina.
Après une année 2008 difficile (à l'exception d'une finale à Cincinnati), elle s'illustre essentiellement en 2009 dans les épreuves de double dames (demi-finale à l'Open d'Australie et trois titres WTA avec l'Italienne Mara Santangelo).

## Palmarès

### Titre en simple dames
| No | Date       | Nom et lieu du tournoi             | Catégorie | Dotation  | Surface    | Finaliste       | Score         |          |
| -- | ---------- | ---------------------------------- | --------- | --------- | ---------- | --------------- | ------------- | -------- |
| 1  | 30/12/2002 | Uncle Tobys Hardcourts, Gold Coast | Tier III  | 170 000 $ | Dur (ext.) | Marie Mikaelian | 6-3, 3-6, 6-3 | Parcours |

### Finales en simple dames
| No | Date       | Nom et lieu du tournoi                 | Catégorie | Dotation  | Surface      | Vainqueure    | Score         |          |
| -- | ---------- | -------------------------------------- | --------- | --------- | ------------ | ------------- | ------------- | -------- |
| 1  | 21/02/2000 | IGA Superthrift Classic, Oklahoma City | Tier III  | 170 000 $ | Dur (int.)   | Monica Seles  | 6-1, 7-63     | Parcours |
| 2  | 10/04/2000 | Estoril Open, Lisbonne                 | Tier IVa  | 140 000 $ | Terre (ext.) | Anke Huber    | 6-2, 1-6, 7-5 | Parcours |
| 3  | 23/08/2004 | Pilot Pen Tennis, New Haven            | Tier II   | 585 000 $ | Dur (ext.)   | Elena Bovina  | 6-2, 2-6, 7-5 | Parcours |
| 4  | 11/08/2008 | Western & Southern Open, Cincinnati    | Tier III  | 175 000 $ | Dur (ext.)   | Nadia Petrova | 6-2, 6-1      | Parcours |

### Titres en double dames
| No | Date       | Nom et lieu du tournoi                  | Catégorie | Dotation    | Surface         | Partenaire      | Finalistes                                    | Score              |          |
| -- | ---------- | --------------------------------------- | --------- | ----------- | --------------- | --------------- | --------------------------------------------- | ------------------ | -------- |
| 1  | 04/02/2002 | Open Gaz de France Paris                | Tier II   | 585 000 $   | Moquette (int.) | Meilen Tu       | Elena Dementieva Janette Husárová             | forfait            | Parcours |
| 2  | 29/08/2006 | US Open Flushing Meadows                | G. Chelem | 8 332 000 $ | Dur (ext.)      | Vera Zvonareva  | Dinara Safina Katarina Srebotnik              | 7-65, 7-5          | Parcours |
| 3  | 14/05/2007 | Internazionali d'Italia Rome            | Tier I    | 1 340 000 $ | Terre (ext.)    | Mara Santangelo | Tathiana Garbin Roberta Vinci                 | 6-4, 6-1           | Parcours |
| 4  | 27/08/2007 | US Open Flushing Meadows                | G. Chelem | 9 098 000 $ | Dur (ext.)      | Dinara Safina   | Chan Yung-Jan Chuang Chia-Jung                | 6-4, 6-2           | Parcours |
| 5  | 05/01/2009 | ASB Classic Auckland                    | Intern'l  | 220 000 $   | Dur (ext.)      | Mara Santangelo | Nuria Llagostera Vives Arantxa Parra Santonja | 4-6, 7-63, [12-10] | Parcours |
| 6  | 02/03/2009 | Abierto Monterrey Monterrey             | Intern'l  | 220 000 $   | Dur (ext.)      | Mara Santangelo | Iveta Benešová B. Z. Strýcová                 | 6-3, 6-4           | Parcours |
| 7  | 18/05/2009 | Internationaux de Strasbourg Strasbourg | Intern'l  | 220 000 $   | Terre (ext.)    | Mara Santangelo | Claire Feuerstein Stéphanie Foretz            | 6-0, 6-1           | Parcours |

### Finales en double dames
| No | Date       | Nom et lieu du tournoi            | Catégorie | Dotation  | Surface         | Vainqueures                             | Partenaire      | Score          |          |
| -- | ---------- | --------------------------------- | --------- | --------- | --------------- | --------------------------------------- | --------------- | -------------- | -------- |
| 1  | 15/10/2001 | Slovak Indoors Bratislava         | Tier V    | 110 000 $ | Dur (int.)      | Dája Bedáňová Elena Bovina              | Meilen Tu       | 6-3, 6-4       | Parcours |
| 2  | 11/02/2002 | Proximus Diamond Games Anvers     | Tier II   | 585 000 $ | Moquette (int.) | Magdalena Maleeva Patty Schnyder        | Meilen Tu       | 6-3, 6-73, 6-3 | Parcours |
| 3  | 14/10/2002 | VUB Open Bratislava               | Tier V    | 110 000 $ | Dur (int.)      | Maja Matevžič Henrieta Nagyová          | Meilen Tu       | 6-4, 6-0       | Parcours |
| 4  | 30/12/2002 | Uncle Tobys Hardcourts Gold Coast | Tier III  | 170 000 $ | Dur (ext.)      | Svetlana Kuznetsova Martina Navrátilová | Émilie Loit     | 6-4, 6-4       | Parcours |
| 5  | 10/02/2003 | Proximus Diamond Games Anvers     | Tier II   | 585 000 $ | Moquette (int.) | Kim Clijsters Ai Sugiyama               | Émilie Loit     | 6-2, 6-0       | Parcours |
| 6  | 25/10/2004 | Generali Ladies Linz              | Tier II   | 585 000 $ | Dur (int.)      | Janette Husárová Elena Likhovtseva      | Patty Schnyder  | 6-2, 7-5       | Parcours |
| 7  | 12/01/2009 | Medibank International Sydney     | Premier   | 600 000 $ | Dur (ext.)      | Hsieh Su-Wei Peng Shuai                 | Casey Dellacqua | 6-0, 6-1       | Parcours |

### Titre en double mixte
| No | Date       | Nom et lieu du tournoi | Catégorie | Dotation    | Surface      | Partenaire | Finalistes                        | Score    |          |
| -- | ---------- | ---------------------- | --------- | ----------- | ------------ | ---------- | --------------------------------- | -------- | -------- |
| 1  | 28/05/2007 | Roland-Garros Paris    | G. Chelem | 8 978 567 $ | Terre (ext.) | Andy Ram   | Katarina Srebotnik Nenad Zimonjić | 7-5, 6-3 | Parcours |

### Finale en double mixte
| No | Date       | Nom et lieu du tournoi    | Catégorie | Dotation    | Surface    | Vainqueures                 | Partenaire | Score    |          |
| -- | ---------- | ------------------------- | --------- | ----------- | ---------- | --------------------------- | ---------- | -------- | -------- |
| 1  | 19/01/2009 | Australian Open Melbourne | G. Chelem | 7 262 973 $ | Dur (ext.) | Sania Mirza Mahesh Bhupathi | Andy Ram   | 6-3, 6-1 | Parcours |

## Parcours en Grand Chelem

### En simple dames
| Année | Open d'Australie | Open d'Australie    | Internationaux de France | Internationaux de France | Wimbledon       | Wimbledon         | US Open         | US Open             |
| ----- | ---------------- | ------------------- | ------------------------ | ------------------------ | --------------- | ----------------- | --------------- | ------------------- |
| 1995  | -                | -                   | 1er tour (1/64)          | Mariaan de Swardt        | -               | -                 | -               | -                   |
| 1996  | -                | -                   | 2e tour (1/32)           | Ann Grossman             | 1er tour (1/64) | Yone Kamio        | 2e tour (1/32)  | Karina Habšudová    |
| 1997  | 1er tour (1/64)  | Lindsay Davenport   | 1er tour (1/64)          | Patricia Hy              | 2e tour (1/32)  | Gigi Fernández    | 2e tour (1/32)  | Magüi Serna         |
| 1998  | 1er tour (1/64)  | Patty Schnyder      | 3e tour (1/16)           | Henrieta Nagyová         | 1er tour (1/64) | Anne Miller       | 4e tour (1/8)   | Martina Hingis      |
| 1999  | 1er tour (1/64)  | Brie Rippner        | 3e tour (1/16)           | Barbara Schwartz         | 4e tour (1/8)   | Jana Novotná      | 1er tour (1/64) | Adriana Gerši       |
| 2000  | 1er tour (1/64)  | Fabiola Zuluaga     | 1er tour (1/64)          | Elena Dementieva         | 3e tour (1/16)  | Venus Williams    | 2e tour (1/32)  | Adriana Gerši       |
| 2001  | 1er tour (1/64)  | Paola Suárez        | 3e tour (1/16)           | Henrieta Nagyová         | 2e tour (1/32)  | Barbara Schett    | 2e tour (1/32)  | Henrieta Nagyová    |
| 2002  | 3e tour (1/16)   | Anabel Medina       | 3e tour (1/16)           | Paola Suárez             | 3e tour (1/16)  | Jelena Dokić      | 3e tour (1/16)  | Serena Williams     |
| 2003  | 3e tour (1/16)   | Eléni Daniilídou    | 3e tour (1/16)           | Lindsay Davenport        | 3e tour (1/16)  | Ai Sugiyama       | 2e tour (1/32)  | Amy Frazier         |
| 2004  | 4e tour (1/8)    | Patty Schnyder      | 1er tour (1/64)          | Stéphanie Foretz         | 3e tour (1/16)  | Jennifer Capriati | 3e tour (1/16)  | Elena Dementieva    |
| 2005  | 1/2 finale       | Lindsay Davenport   | 3e tour (1/16)           | Nuria Llagostera         | 4e tour (1/8)   | Maria Sharapova   | 4e tour (1/8)   | Lindsay Davenport   |
| 2006  | 1er tour (1/64)  | Yan Zi              | 3e tour (1/16)           | Daniela Hantuchová       | 1er tour (1/64) | Sybille Bammer    | 1er tour (1/64) | Sybille Bammer      |
| 2007  | 1er tour (1/64)  | Martina Hingis      | 2e tour (1/32)           | Amélie Mauresmo          | 1er tour (1/64) | Elena Dementieva  | 1er tour (1/64) | Francesca Schiavone |
| 2008  | 1er tour (1/64)  | Svetlana Kuznetsova | 2e tour (1/32)           | Casey Dellacqua          | 2e tour (1/32)  | Ana Ivanović      | 1er tour (1/64) | Amélie Mauresmo     |
| 2009  | 2e tour (1/32)   | Ai Sugiyama         | 1er tour (1/64)          | Sybille Bammer           | 1er tour (1/64) | Raluca Olaru      | -               | -                   |

À droite du résultat, l’ultime adversaire.

### En double dames
| Année | Open d'Australie              | Open d'Australie            | Internationaux de France      | Internationaux de France    | Wimbledon                     | Wimbledon                 | US Open                      | US Open                    |
| ----- | ----------------------------- | --------------------------- | ----------------------------- | --------------------------- | ----------------------------- | ------------------------- | ---------------------------- | -------------------------- |
| 1995  | -                             | -                           | 1er tour (1/32) A. Mauresmo   | Patty Fendick MJ Fernández  | -                             | -                         | -                            | -                          |
| 1996  | -                             | -                           | 1er tour (1/32) A. Mauresmo   | A. Dechaume S. Testud       | -                             | -                         | -                            | -                          |
| 1997  | -                             | -                           | 1er tour (1/32) Lea Ghirardi  | Rika Hiraki F. Labat        | -                             | -                         | -                            | -                          |
| 1998  | 1er tour (1/32) N. Sanjeev    | S. Noorlander N. van Lottum | 1er tour (1/32) Lea Ghirardi  | S. Appelmans M. Oremans     | -                             | -                         | -                            | -                          |
| 1999  | -                             | -                           | 1er tour (1/32) V. Razzano    | S. Noorlander C. Papadáki   | -                             | -                         | -                            | -                          |
| 2000  | 2e tour (1/16) Alicia Molik   | T. Garbin K. Marosi         | 1/4 de finale A. Cocheteux    | Julie Halard Ai Sugiyama    | 1/4 de finale A. Cocheteux    | A. Kournikova N. Zvereva  | -                            | -                          |
| 2001  | 1er tour (1/32) Émilie Loit   | R. McQuillan Lisa McShea    | 2e tour (1/16) Nadia Petrova  | Jelena Dokić C. Martínez    | 2e tour (1/16) A. Mauresmo    | S. Williams V. Williams   | 2e tour (1/16) A. Mauresmo   | Cara Black Likhovtseva     |
| 2002  | 2e tour (1/16) Émilie Loit    | C. Martínez Magüi Serna     | 2e tour (1/16) Meilen Tu      | S. Asagoe T. Musgrave       | 2e tour (1/16) Meilen Tu      | Rika Fujiwara Ai Sugiyama | 2e tour (1/16) Meilen Tu     | Cara Black Likhovtseva     |
| 2003  | 3e tour (1/8) Émilie Loit     | D. Hantuchová Shaughnessy   | 1/4 de finale Émilie Loit     | Cara Black Likhovtseva      | 3e tour (1/8) Émilie Loit     | L. Davenport Lisa Raymond | -                            | -                          |
| 2004  | -                             | -                           | -                             | -                           | 2e tour (1/16) D. Hantuchová  | S. Kuznetsova Likhovtseva | -                            | -                          |
| 2005  | 1er tour (1/32) Émilie Loit   | S. Kuznetsova Alicia Molik  | -                             | -                           | 1er tour (1/32) K. Šprem      | Navrátilová M. Paštiková  | -                            | -                          |
| 2006  | 2e tour (1/16) T. Golovin     | M. Krajicek Ágnes Szávay    | 1/4 de finale V. Zvonareva    | E. Daniilídou Anabel Medina | 1er tour (1/32) Gisela Dulko  | Maret Ani Meilen Tu       | Victoire V. Zvonareva        | Dinara Safina K. Srebotnik |
| 2007  | 3e tour (1/8) V. Zvonareva    | Sun Shengnan Sun Tiantian   | 1er tour (1/32) A. Mauresmo   | Anabel Medina V. Ruano      | 1er tour (1/32) S. Beltrame   | Cara Black Liezel Huber   | Victoire Dinara Safina       | Chan Yung-Jan Chuang C.J.  |
| 2008  | 1er tour (1/32) Dinara Safina | J. Janković B. Mattek       | 2e tour (1/16) Likhovtseva    | S. Cîrstea Aravane Rezaï    | 1/2 finale C. Dellacqua       | S. Williams V. Williams   | 1er tour (1/32) C. Dellacqua | Klaudia Jans A. Rosolska   |
| 2009  | 1/2 finale M. Santangelo      | D. Hantuchová Ai Sugiyama   | 1er tour (1/32) M. Santangelo | V. Dushevina An. Rodionova  | 1er tour (1/32) M. Santangelo | Y. Shvedova T. Tanasugarn | -                            | -                          |

Sous le résultat, la partenaire ; à droite, l’ultime équipe adverse.

### En double mixte
| Année | Open d'Australie        | Open d'Australie          | Internationaux de France      | Internationaux de France  | Wimbledon                 | Wimbledon               | US Open                  | US Open                    |
| ----- | ----------------------- | ------------------------- | ----------------------------- | ------------------------- | ------------------------- | ----------------------- | ------------------------ | -------------------------- |
| 2000  | -                       | -                         | 1er tour (1/32) Stéphane Huet | R. McQuillan A. Florent   | -                         | -                       | -                        | -                          |
| 2001  | -                       | -                         | -                             | -                         | 2e tour (1/16) J. Boutter | M. Oremans Jiří Novák   | -                        | -                          |
| 2002  | -                       | -                         | 2e tour (1/8) M. Llodra       | K. Srebotnik Bob Bryan    | -                         | -                       | -                        | -                          |
| 2006  | 1/2 finale Leander Paes | Likhovtseva Daniel Nestor | -                             | -                         | -                         | -                       | 1/4 de finale F. Santoro | Nicole Pratt Paul Hanley   |
| 2007  | -                       | -                         | Victoire Andy Ram             | K. Srebotnik N. Zimonjić  | 3e tour (1/8) Andy Ram    | Cara Black M. Matkowski | 1/4 de finale Andy Ram   | Yan Zi Mark Knowles        |
| 2008  | 1/2 finale Andy Ram     | Sania Mirza M. Bhupathi   | 1er tour (1/16) Andy Ram      | D. Cibulková Gaël Monfils | 1/4 de finale Andy Ram    | S. Stosur Bob Bryan     | 1er tour (1/16) Andy Ram | Rennae Stubbs R. Lindstedt |
| 2009  | Finale Andy Ram         | Sania Mirza M. Bhupathi   | 1/4 de finale Andy Ram        | Nadia Petrova Max Mirnyi  | -                         | -                       | -                        | -                          |

Sous le résultat, le partenaire ; à droite, l’ultime équipe adverse.

## Parcours en «Premier Mandatory» et «Premier 5»
Découlant d'une réforme du circuit WTA inaugurée en 2009, les tournois WTA « Premier Mandatory » et « Premier 5 » constituent les catégories d'épreuves les plus prestigieuses, après les quatre levées du Grand Chelem.

### En simple dames
| Année |              | Premier Mandatory           | Premier Mandatory             | Premier Mandatory | Premier Mandatory |       | Premier 5 | Premier 5 | Premier 5                | Premier 5 | Premier 5 | Premier 5 | Premier 5 |
| Année | Indian Wells | Miami                       | Madrid                        | Pékin             |                   | Dubaï | Rome      | Canada    | Cincinnati               |           | Tokyo     |           |           |
| Année | Indian Wells | Miami                       | Madrid                        | Pékin             |                   | Doha  | Rome      | Canada    | Cincinnati               |           | Wuhan     |           |           |
| Année | Indian Wells | Miami                       | Madrid                        | Pékin             |                   |       | Rome      | Canada    | Cincinnati               |           |           |           |           |
| 2009  |              | 1er tour (1/64) E. Makarova | 1er tour (1/64) T. Tanasugarn |                   |                   |       |           |           | 1er tour (1/32) Zheng J. |           |           |           |           |

Sous le résultat, l’ultime adversaire.

### En double dames
| 2009                                                                          |                                                                                |                                                                                 |   |   |   |   |  |  |                                                                         |   |   |   |   |   |   |  |  |
| 1er tour (1/16) Santangelo \|\| style="text-align:left;" \| Kops-Jones Spears | 1er tour (1/16) Santangelo \|\| style="text-align:left;" \| Grönefeld Schnyder | 1er tour (1/16) Santangelo \|\| style="text-align:left;" \| Hantuchová Sugiyama | — | — | — | — |  |  | 2e tour (1/8) Santangelo \|\| style="text-align:left;" \| Hsieh SW Peng | — | — | — | — | — | — |  |  |

N.B. : le nom de la partenaire se trouve sous le résultat ; le nom des ultimes adversaires se trouve à droite.

## Parcours aux Jeux olympiques

### En simple dames
| # | Date       | Nom de l'olympiade           | Surface    | Résultat        | Ultime adversaire | Score           |          |
| - | ---------- | ---------------------------- | ---------- | --------------- | ----------------- | --------------- | -------- |
| 1 | 19/09/2000 | Olympic Tennis Event Sydney  | Dur (ext.) | 3e tour (1/8)   | Monica Seles      | 6-2, 6-3        | Parcours |
| 2 | 15/08/2004 | Olympic Tennis Event Athènes | Dur (ext.) | 1er tour (1/32) | Paola Suárez      | 6-71, 7-65, 9-7 | Parcours |

### En double dames
| # | Date       | Nom de l'olympiade           | Surface    | Résultat      | Partenaire      | Ultimes adversaires            | Score         |          |
| - | ---------- | ---------------------------- | ---------- | ------------- | --------------- | ------------------------------ | ------------- | -------- |
| 1 | 15/08/2004 | Olympic Tennis Event Athènes | Dur (ext.) | 1/4 de finale | Sandrine Testud | Paola Suárez Patricia Tarabini | 6-4, 1-6, 6-4 | Parcours |

## Parcours en Fed Cup
| #                                                                       | Date       | Lieu                | Surface         | Gagnante(s)                            | Perdante(s)                              | Score          |          |
|                                                                         |            |                     |                 |                                        |                                          |                |          |
| 2000 - Round robin (groupe mondial) - Australie - France - 1 : 2        |            |                     |                 |                                        |                                          |                |          |
| 1                                                                       | 28/04/2000 | Moscou              | Moquette (int.) | Nathalie Dechy                         | Nicole Pratt                             | 6-4, 5-7, 6-2  | Parcours |
|                                                                         |            |                     |                 |                                        |                                          |                |          |
| 2001 - 1/4 de finale (groupe mondial) - France - Italie - 4 : 1         |            |                     |                 |                                        |                                          |                |          |
| 2                                                                       | 21/07/2001 | Vittel              | Dur (ext.)      | Giulia Casoni Roberta Vinci            | Nathalie Dechy Virginie Razzano          | 4-6, 6-2, 6-4  | Parcours |
|                                                                         |            |                     |                 |                                        |                                          |                |          |
| 2002 - 1er tour (groupe mondial) - Argentine - France - 2 : 3           |            |                     |                 |                                        |                                          |                |          |
| 3                                                                       | 27/04/2002 | Buenos Aires        | Terre (ext.)    | Nathalie Dechy                         | Mariana Díaz-Oliva                       | 6-2, 6-3       | Parcours |
| 3                                                                       | 27/04/2002 | Buenos Aires        | Terre (ext.)    | Clarisa Fernández María Emilia Salerni | Nathalie Dechy Émilie Loit               | 6-3, 2-6, 6-2  | Parcours |
|                                                                         |            |                     |                 |                                        |                                          |                |          |
| 2002 - 1/4 de finale (groupe mondial) - Slovaquie - France - 4 : 1      |            |                     |                 |                                        |                                          |                |          |
| 4                                                                       | 20/07/2002 | Bratislava          | Moquette (int.) | Daniela Hantuchová                     | Nathalie Dechy                           | 7-5, 7-5       | Parcours |
| 4                                                                       | 20/07/2002 | Bratislava          | Moquette (int.) | Martina Suchá                          | Nathalie Dechy                           | 7-63, 6-1      | Parcours |
| 4                                                                       | 20/07/2002 | Bratislava          | Moquette (int.) | Janette Husárová Henrieta Nagyová      | Nathalie Dechy Stéphanie Foretz          | 7-5, 6-0       | Parcours |
|                                                                         |            |                     |                 |                                        |                                          |                |          |
| 2003 - 1er tour (groupe mondial) - France - Colombie - 5 : 0            |            |                     |                 |                                        |                                          |                |          |
| 5                                                                       | 26/04/2003 | Andrézieux-Bouthéon | Terre (int.)    | Nathalie Dechy                         | Fabiola Zuluaga                          | 6-1, 6-77, 6-4 | Parcours |
| 5                                                                       | 26/04/2003 | Andrézieux-Bouthéon | Terre (int.)    | Nathalie Dechy                         | Romy Farah                               | 6-2, 6-2       | Parcours |
|                                                                         |            |                     |                 |                                        |                                          |                |          |
| 2003 - 1/4 de finale (groupe mondial) - Espagne - France - 1 : 4        |            |                     |                 |                                        |                                          |                |          |
| 6                                                                       | 19/07/2003 | Oviedo              | Terre (ext.)    | Nathalie Dechy                         | Magüi Serna                              | 6-3, 6-4       | Parcours |
| 6                                                                       | 19/07/2003 | Oviedo              | Terre (ext.)    | Anabel Medina Virginia Ruano           | Nathalie Dechy Émilie Loit               | 6-4, 6-4       | Parcours |
|                                                                         |            |                     |                 |                                        |                                          |                |          |
| 2004 - 1er tour (groupe mondial) - France - Allemagne - 5 : 0           |            |                     |                 |                                        |                                          |                |          |
| 7                                                                       | 24/04/2004 | Amiens              | Terre (int.)    | Nathalie Dechy                         | Anna-Lena Grönefeld                      | 6-74, 6-1, 6-4 | Parcours |
| 7                                                                       | 24/04/2004 | Amiens              | Terre (int.)    | Nathalie Dechy Amélie Mauresmo         | Anna-Lena Grönefeld Julia Schruff        | 6-2, 6-0       | Parcours |
|                                                                         |            |                     |                 |                                        |                                          |                |          |
| 2004 - 1/2 finale (groupe mondial) - France - Espagne - 5 : 0           |            |                     |                 |                                        |                                          |                |          |
| 8                                                                       | 24/11/2004 | Moscou              | Moquette (int.) | Nathalie Dechy                         | M. A. Sánchez                            | 6-2, 6-4       | Parcours |
| 8                                                                       | 24/11/2004 | Moscou              | Moquette (int.) | Nathalie Dechy                         | Anabel Medina                            | 6-3, 6-1       | Parcours |
|                                                                         |            |                     |                 |                                        |                                          |                |          |
| 2004 - Finale (groupe mondial) - Russie - France - 3 : 2                |            |                     |                 |                                        |                                          |                |          |
| 9                                                                       | 27/11/2004 | Moscou              | Moquette (int.) | Nathalie Dechy                         | Svetlana Kuznetsova                      | 3-6, 7-64, 8-6 | Parcours |
| 9                                                                       | 27/11/2004 | Moscou              | Moquette (int.) | Anastasia Myskina                      | Nathalie Dechy                           | 6-3, 6-4       | Parcours |
|                                                                         |            |                     |                 |                                        |                                          |                |          |
| 2005 - 1/4 de finale (groupe mondial) - Autriche - France - 1 : 4       |            |                     |                 |                                        |                                          |                |          |
| 10                                                                      | 23/04/2005 | Pörtschach          | Terre (ext.)    | Yvonne Meusburger                      | Nathalie Dechy                           | 7-63, 6-2      | Parcours |
| 10                                                                      | 23/04/2005 | Pörtschach          | Terre (ext.)    | Nathalie Dechy                         | Tamira Paszek                            | 7-65, 6-2      | Parcours |
| 10                                                                      | 23/04/2005 | Pörtschach          | Terre (ext.)    | Nathalie Dechy Virginie Razzano        | Daniela Klemenschits Sandra Klemenschits | 6-4, 7-5       | Parcours |
|                                                                         |            |                     |                 |                                        |                                          |                |          |
| 2006 - 1/4 de finale (groupe mondial) - France - Italie - 1 : 4         |            |                     |                 |                                        |                                          |                |          |
| 11                                                                      | 22/04/2006 | Nancy               | Terre (int.)    | Francesca Schiavone                    | Nathalie Dechy                           | 6-75, 6-3, 6-3 | Parcours |
| 11                                                                      | 22/04/2006 | Nancy               | Terre (int.)    | Flavia Pennetta                        | Nathalie Dechy                           | 6-4, 6-2       | Parcours |
|                                                                         |            |                     |                 |                                        |                                          |                |          |
| 2006 - Barrage (groupe mondial I) - France - République tchèque - 3 : 2 |            |                     |                 |                                        |                                          |                |          |
| 12                                                                      | 15/07/2006 | Cagnes-sur-Mer      | Terre (ext.)    | Nathalie Dechy                         | Lucie Šafářová                           | 5-7, 6-3, 9-7  | Parcours |
| 12                                                                      | 15/07/2006 | Cagnes-sur-Mer      | Terre (ext.)    | Nicole Vaidišová                       | Nathalie Dechy                           | 6-2, 6-3       | Parcours |
|                                                                         |            |                     |                 |                                        |                                          |                |          |
| 2007 - 1/4 de finale (groupe mondial) - France - Japon - 5 : 0          |            |                     |                 |                                        |                                          |                |          |
| 13                                                                      | 21/04/2007 | Limoges             | Terre (int.)    | Nathalie Dechy                         | Ai Sugiyama                              | 7-5, 6-1       | Parcours |
| 13                                                                      | 21/04/2007 | Limoges             | Terre (int.)    | Séverine Beltrame Nathalie Dechy       | Ayumi Morita Ai Sugiyama                 | 6-1, 6-2       | Parcours |
|                                                                         |            |                     |                 |                                        |                                          |                |          |
| 2007 - 1/2 finale (groupe mondial) - Italie - France - 3 : 2            |            |                     |                 |                                        |                                          |                |          |
| 14                                                                      | 14/07/2007 | Castellaneta Marina | Terre (ext.)    | Francesca Schiavone Roberta Vinci      | Séverine Beltrame Nathalie Dechy         | 4-6, 6-1, 6-2  | Parcours |
|                                                                         |            |                     |                 |                                        |                                          |                |          |
| 2008 - 1/4 de finale (groupe mondial) - Chine - France - 3 : 2          |            |                     |                 |                                        |                                          |                |          |
| 15                                                                      | 02/02/2008 | Pékin               | Dur (int.)      | Nathalie Dechy                         | Yan Zi                                   | 6-3, 6-2       | Parcours |
| 15                                                                      | 02/02/2008 | Pékin               | Dur (int.)      | Yan Zi Zheng Jie                       | Nathalie Dechy Virginie Razzano          | 7-5, 7-65      | Parcours |
|                                                                         |            |                     |                 |                                        |                                          |                |          |
| 2008 - Barrage (groupe mondial I) - Japon - France - 1 : 4              |            |                     |                 |                                        |                                          |                |          |
| 16                                                                      | 26/04/2008 | Tokyo               | Dur (int.)      | Ai Sugiyama Ayumi Morita               | Nathalie Dechy Alizé Cornet              | 6-1, 6-3       | Parcours |
|                                                                         |            |                     |                 |                                        |                                          |                |          |
| 2009 - 1/4 de finale (groupe mondial) - France - Italie - 0 : 5         |            |                     |                 |                                        |                                          |                |          |
| 17                                                                      | 07/02/2009 | Orléans             | Dur (int.)      | Sara Errani Roberta Vinci              | Séverine Beltrame Nathalie Dechy         | 6-4, 6-4       | Parcours |
|                                                                         |            |                     |                 |                                        |                                          |                |          |
| 2009 - Barrage (groupe mondial I) - France - Slovaquie - 3 : 2          |            |                     |                 |                                        |                                          |                |          |
| 18                                                                      | 25/04/2009 | Limoges             | Terre (int.)    | Nathalie Dechy Amélie Mauresmo         | Dominika Cibulková Daniela Hantuchová    | 4-6, 6-1, 6-4  | Parcours |

## Classements WTA en fin de saison

### En simple
| Année | 1994 | 1995 | 1996 | 1997 | 1998 | 1999 | 2000 | 2001 | 2002 | 2003 | 2004 | 2005 | 2006 | 2007 | 2008 |
| Rang  | 586  | 294  | 84   | 90   | 48   | 25   | 27   | 44   | 20   | 29   | 21   | 12   | 51   | 69   | 72   |

Source : (en) « Classements de Nathalie Dechy », sur le site officiel du WTA Tour

### En double
| Année | 1994 | 1995 | 1996 | 1997 | 1998 | 1999 | 2000 | 2001 | 2002 | 2003 | 2004 | 2005 | 2006 | 2007 | 2008 |
| Rang  | 649  | 619  | 223  | 156  | 233  | 157  | 61   | 70   | 36   | 35   | 78   | 103  | 20   | 13   | 44   |

Source : (en) « Classements de Nathalie Dechy », sur le site officiel du WTA Tour